# Tomb Raider - La leggenda di Lara Croft
Tomb Raider - La leggenda di Lara Croft (Tomb Raider: The Legend of Lara Croft) è una serie televisiva animata ispirata al celebre franchise di videogiochi Tomb Raider. La serie è stata prodotta da Crystal Dynamics, Netflix Animation, DJ2 Entertainment e Legendary Television. La prima stagione, composta da otto episodi, è stata pubblicata su Netflix il 10 ottobre 2024.
Si tratta della seconda serie animata basata sul franchise, dopo Revisioned: Tomb Raider del 2007, e adotta uno stile anime.
La trama si svolge più o meno tre anni dopo gli eventi di Tomb Raider (2013) e prosegue la narrazione della trilogia reboot della saga Survivor (2013-2018), seguendo gli avvenimenti del videogioco Shadow of the Tomb Raider (2018).

## Trama
Dopo gli eventi del videogioco Shadow of the Tomb Raider, la giovane e impavida archeologa Lara Croft ha abbandonato i suoi vecchi amici Jonah Maiava e Zip per intraprendere avventure in solitaria sempre più rischiose, allo scopo di attenuare il forte senso di colpa per la morte del suo mentore Conrad Roth. Quando un misterioso ladro mascherato ruba da Croft Manor un antico e potente artefatto cinese con un'inquietante connessione personale, Lara è costretta a tornare in azione: durante la missione di ricerca, che la porterà in giro per il mondo, dovrà affrontare nuove avventure, esplorare le profondità di tombe dimenticate e risolvere enigmi millenari, finendo per trovarsi faccia a faccia con sé stessa e decidere che tipo di eroina vuole diventare.

## Episodi
| Stagione         | Episodi | Pubblicazione |
| ---------------- | ------- | ------------- |
| Prima stagione   | 8       | 2024          |
| Seconda stagione | 8       | 2025          |

## Personaggi e doppiatori
| Personaggio              | Doppiatore originale                               | Doppiatore italiano                                       |                       |                       |                       |                       |                       |
| Personaggi principali    | Personaggi principali                              | Personaggi principali                                     | Personaggi principali | Personaggi principali | Personaggi principali | Personaggi principali | Personaggi principali |
| ------------------------ | -------------------------------------------------- | --------------------------------------------------------- | --------------------- | --------------------- | --------------------- | --------------------- | --------------------- |
| Lara Croft               | Hayley Atwell (da adulta) Maggie Lowe (da giovane) | Benedetta Ponticelli (da adulta) Sara Ciocca (da giovane) |                       |                       |                       |                       |                       |
| Jonah Maiava             | Earl Baylon                                        | Giorgio Paoni                                             |                       |                       |                       |                       |                       |
| Zip                      | Allen Maldonado                                    | Massimiliano Alto                                         |                       |                       |                       |                       |                       |
| Personaggi ricorrenti    |                                                    |                                                           |                       |                       |                       |                       |                       |
| Camilla Roth             | Zoe Boyle                                          | Eleonora Reti                                             |                       |                       |                       |                       |                       |
| Charles Devereaux        | Richard Armitage                                   | Francesco Prando                                          |                       |                       |                       |                       |                       |
| Abigaile "Abby" Ortiz    | Roxana Ortega                                      | Francesca Manicone                                        |                       |                       |                       |                       |                       |
| Conrad Roth              | Nolan North                                        | Stefano Alessandroni                                      |                       |                       |                       |                       |                       |
| Guest star               |                                                    |                                                           |                       |                       |                       |                       |                       |
| Samantha "Sam" Nishimura | Karen Fukuhara                                     | Silvia Abbati                                             |                       |                       |                       |                       |                       |
| Joslin Reyes             | Mara Junot                                         | Danila Tropea                                             |                       |                       |                       |                       |                       |
| Eva Tong                 | Ming-Na Wen                                        | Sabrina Duranti                                           |                       |                       |                       |                       |                       |
| Elvan Kaya               | Rachel Rosenbloom                                  | Mattea Serpelloni                                         |                       |                       |                       |                       |                       |
| Leo                      | Stan Walker                                        | Luca Mannocci                                             |                       |                       |                       |                       |                       |
| Winston                  | Jonathan Roumie                                    |                                                           |                       |                       |                       |                       |                       |
| Daji                     | Xanthe Huynh                                       |                                                           |                       |                       |                       |                       |                       |
| Richard Croft            | Ben Prendergast                                    |                                                           |                       |                       |                       |                       |                       |

## Produzione
Nel gennaio 2021 è stato annunciato che Netflix avrebbe commissionato una serie televisiva d'animazione in stile anime basata sul franchise videoludico Tomb Raider. L'ordine iniziale è per due stagioni, coprodotte da Crystal Dynamics, Legendary Television, DJ2 Entertainment e Tractorpants. La serie è stata animata da Powerhouse Animation Studios. Tasha Huo è stata nominata showrunner e produttrice esecutiva insieme a Dmitri M. Johnson, Timothy I. Stevenson, Howard Bliss e Jacob Robinson. I lavori per la sceneggiatura sono cominciati a maggio 2021.
Nel settembre 2021 è stato annunciato che Hayley Atwell avrebbe doppiato la protagonista Lara Croft. Earl Baylon, che ha doppiato Jonah Maiava nella trilogia reboot del videogioco, riprende il suo ruolo. Nell'ottobre 2021, Allen Maldonado si è unito al cast come Zip, esperto di tecnologia amico di Lara, introdotto per la prima volta nel videogioco Tomb Raider: Chronicles del 2000, apparso poi in Tomb Raider: Legend e Tomb Raider: Underworld. La serie andrà a colmare il gap tra la trilogia reboot e quella classica targata Core Design, introducendo elementi che unificano le varie ere della serie.
Il 25 ottobre 2024, in occasione dei 28 anni della serie, Netflix ha annunciato ufficialmente la seconda stagione dello show.

## Distribuzione
La prima stagione della serie è stata distribuita sulla piattaforma di streaming Netflix il 10 ottobre 2024.